# Йоахим Гаук
Йоахим Гаук (на немски: Joachim Gauck) е немски евангелистки пастор в ГДР, активен участник в процеса на обединението на Германия, независим политик и публицист, бундеспрезидент (11-и) на Германия от 18 март 2012 до 18 март 2017 г.

## Биография
Между 1982 и 1990 г. ръководи регионалната църковна дейност в Росток. По време на мирната революция в ГДР е водещ участник в гражданското сдружение „Нов форум“ (Neues Forum) в Рощок. Избран е за депутат при последните избори в ГДР на 2 октомври 1990 г. (на следващия ден е Обединението на Германия) и за ръководител на Специалната комисия за контролиране на прекратяването на работата на Министерството за държавна сигурност (известно като ЩАЗИ).
От 3 октомври 1990 г. Гаук ръководи Комисията за досиетата на ЩАЗИ (наречена по-късно и „Комисията Гаук“), която управлява документите на Щази и осигурява достъп до тях. След два мандата е наследен от Мариане Биртлер през октомври 2000 г. Оттогава Гаук се ангажира социалнополитически с речи и медийни изяви и като ръководител на сдружението „Срещу забравата – за демокрация“ (Gegen Vergessen – Für Demokratie). Той е сред инициаторите на Пражката декларация и на Декларацията относно престъпленията на комунистическия режим. Гаук е оценяван и награждаван многократно за заслугите и публикациите си.
Номинацията и кандидатурата му за президентския пост през 2010 г. среща широка подкрепа в медиите и населението (42%). След три гласувания губи от номинирания от управляващите партии (ХДС, ХСС и СДП) Кристиан Вулф
На 19 февруари 2012 г. Гаук е предложен за кандидат за наследник на подалия оставка два дни по-рано Кристиан Вулф от партиите ХДС, ХСС, СДП, ГСДП и Съюз 90/Зелените.
На 18 март 2012 година с огромно мнозинство в Германското Федерално събрание е избран за президент на Германия.